# Rigel VII (traghetto)
Il Rigel VII è un traghetto appartenente alla compagnia di navigazione Ventouris Ferries.

## Servizio
Varato il 13 dicembre 1993 nel cantiere navale Imabari Shipbuilding Co Ltd di Imabari con il nome di Orange 7 e consegnato il 29 marzo 1994 alla Shikoku Kaihatsu Ferry K.K., prende servizio nello stesso anno nei collegamenti tra Niihama, Toyo ed Osaka.

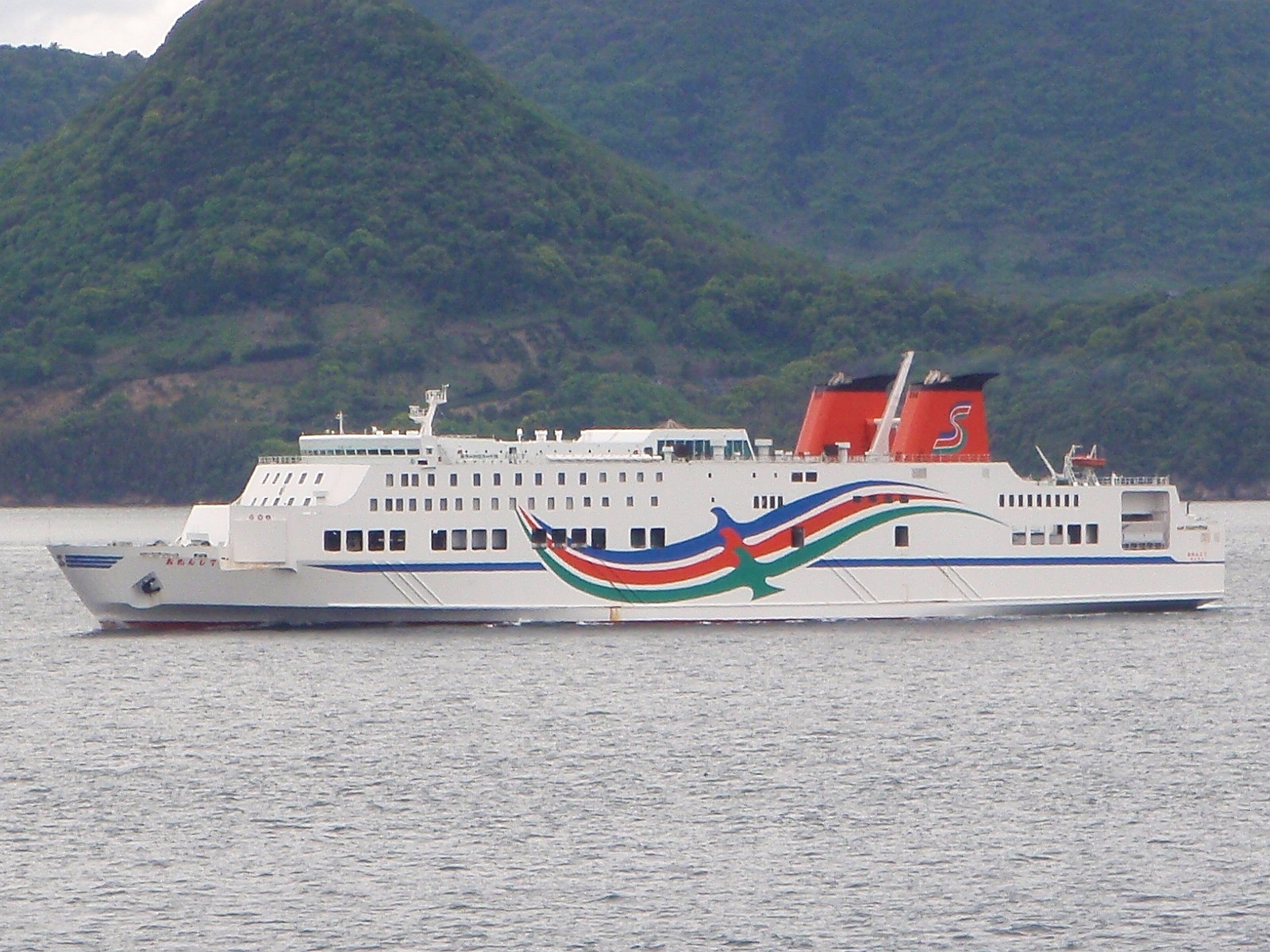
L'Orange 7 in navigazione nel Mar del Giappone nel 2012.

Il 4 dicembre 2018, con l'ingresso in flotta del nuovo Orange Osaka, viene disarmato e messo in vendita.
Nel gennaio del 2019 ne viene annunciata la cessione alla greca Ventouris Ferries e, ribattezzato Rigel VII, giunge il 3 marzo successivo ad Egio. Sottoposto ad intensi lavori di ristrutturazione, prende servizio nell'aprile del 2020 nei collegamenti tra Bari e Durazzo.
Il 14 luglio 2021 viene trasferito nei collegamenti tra Bari, Corfù, Igoumenitsa e Cefalonia, dove opera tutt'oggi nel periodo estivo. D'inverno, opera invece nei collegamenti tra Bari e Durazzo.

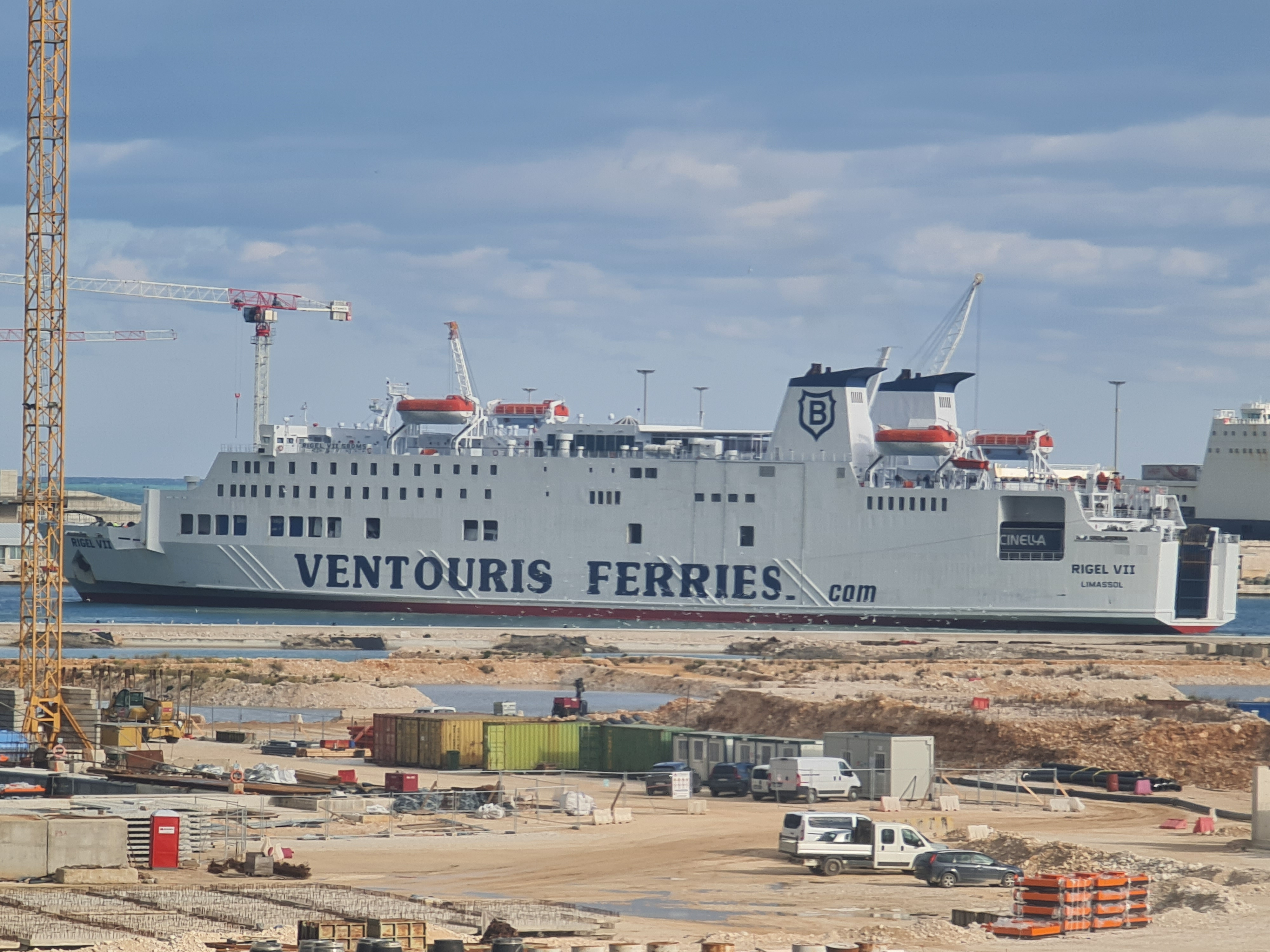
Il Rigel VII in arrivo a Bari nel 2025.

## Navi gemelle
- Orange 8